# Kasteel de Ghellinck
Het Kasteel de Ghellinck is een voormalig kasteel in de tot de gemeente Gent behorende plaats Zwijnaarde, gelegen aan de Hutsepotstraat 147-149.
Het betreft een in 1945 gesloopt kasteel dat was gelegen in een uitgestrekt, in de 18e eeuw aangelegd, park dat behouden bleef, maar door oorlogshandelingen zwaar werd aangetast en later verwilderde. Ook enkele dienstwoningen bleven behouden. Op huisnummer 147 vindt men enkele woningen met klokgevels van 1906 en op huisnummer 149 vindt men de hovenierswoning in cottagestijl van omstreeks 1900.
Tijdens de Eerste Wereldoorlog werd een deel van het park door de bezetter geconfisqueerd. In de bijgebouwen kwam onder meer een Pferdelazarett. Tijdens de Tweede Wereldoorlog werd het domein door de bezetter gebruikt als munitiedepot. Er verschenen in het park allerlei bunkers en loodsen. Op 1 september 1944 waren de bevrijders reeds dicht in de buurt en werd het depot ontruimd. Met de opgeslagen munitie werd het kasteel opgeblazen. Veel oorlogsmunitie bleef er nog achter en is nog lang niet altijd opgeruimd. Van het kasteel, dat in 1945 werd gesloopt, is vrijwel niets meer te vinden. Enkele ornamenten uit het voormalige park zijn nog verspreid in het bos aan te treffen. Het geheel bleef eigendom van de adellijke familie Goethals De Mude.